# Elis (namn)

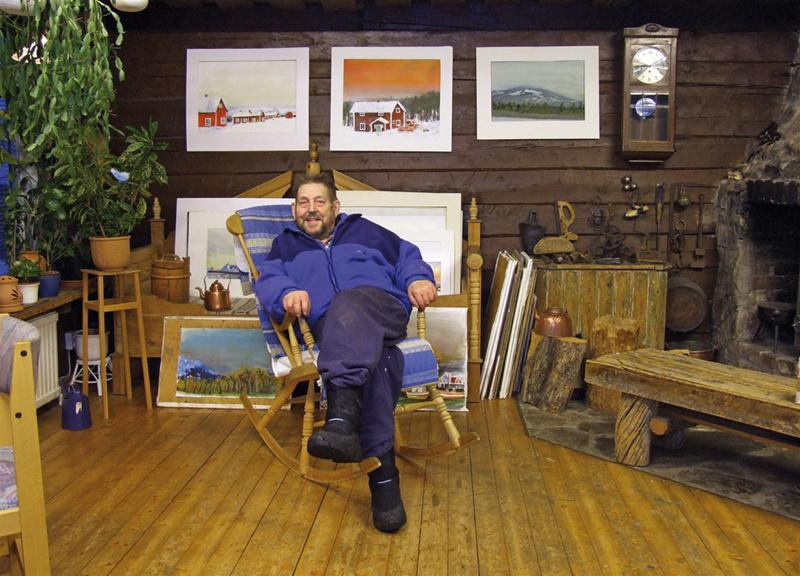
Elis Aidanpää

Mansnamnet Elis är en äldre variant av det bibliska namnet Elias. Namnet är relativt ovanligt, men har sedan mitten av 2000-talet en starkt uppåtgående trend. I slutet av 2009 hade 5 286 män och 47 kvinnor namnet som förnamn.
Namnsdag: I Sverige 17 april (sedan 1986), tillsammans med Elias. I den finlandssvenska namnsdagslängden har Elis namnsdag 9 april sedan 1950.

## Personer med namnet Elis
- Elis Aidanpää, tornedalsk konstnär
- Elis Ellis, skådespelare, tonsättare
- Elis Elmgren, poet
- Elis Eriksson, konstnär
- Elis Eriksson (möbelsnickare)
- Elis Håstad, professor, politiker (H),  landshövding
- Elis Johansson, stor grabb nummer 96 i bandy
- Hans Elis Johansson, Elis Johanssons son och stor grabb i bandy
- Elis Malmeström, biskop
- Bernhard Elis Malmström, professor i litteratur, författare, ledamot av Svenska Akademien
- Elis Monteverde Burrau, poet
- Elis Sandberg, omdiskuterad läkare (THX (naturmedel))
- Elis Schröderheim, ämbetsman, ledamot av Svenska Akademien
- Elis Sidenbladh, geolog
- Elis Wiklund, längdskidåkare, OS-guld 1936